# Sporobolus creber
Sporobolus creber (svenskt nylatinskt uttal /spɔˈroːbɔlɵs ˈkreːbɛr/) är en gräsart från Asien och Oceanien.

## Beskrivning
Sporobolus creber är flerårig och har rhizom.

## Utbredning och systematik

### Utbredning
Sporobolus creber växer i tropiska Asien och i Oceanien, bland annat östra delen av Samväldet Australien.

### Underarter
Inga underarter finns listade i Catalogue of Life.

### Besläktade arter och högretaxa
Sporobolus creber ingår i släktet droppgräs, och familjen gräs.

## Ekologi

### Biotop
Sporobolus creber växer i öppna gräslandskap och i glesa skogar på sandig mark och på ”loam” (sandblandad lerjord).

## Forsknings‐ och nomenklaturhistoria
Sporobolus creber beskrevs 1973 av Jan De Nardi.

## Artnamnets etymologi och trivialnamn

### VetenskapligaArtnamnetsetymologi
Släktnamnet Sporobolus har bildats till grekiska sposos eller spora (frö) och bolos (kastande), och syftar på den lätthet med vilken växen sprider frön.
Artepitetet creber betyder ”riklig”, ”tätt ställd”, ”tätt sammansatt i stort antal”, ”hoptryckt”.

### Trivialnamn

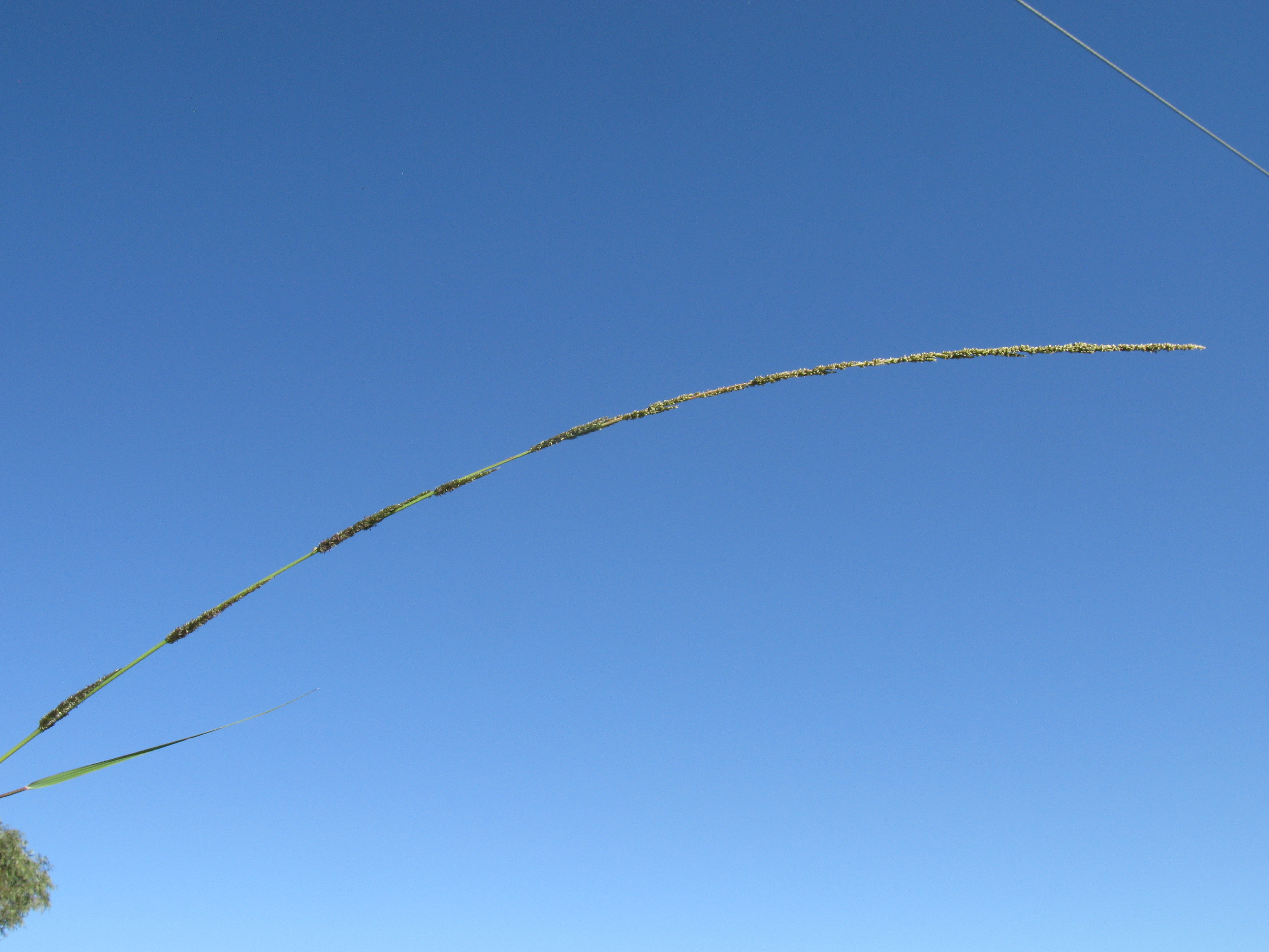
Det engelska namnet syftar på gräsets råttsvansliknande utseende.

På engelska i Australien kallas växten Slender Rat’s Tail Grass (slankt råttsvansgräs).

## Status och hot
Sporobolus creber klassas som vulnerable (sårbar) i Victoria i Samväldet Australien.